# Teodoro Schmidt Quezada
Teodoro Schmidt Quezada (Angol, provincia de Malleco, Chile; 16 de julio de 1879 - Santiago, Chile; 25 de agosto de 1939). Hijo de Teodoro Schmidt Weichsel y Juana Quezada del Río. 
Estudió en el Instituto Nacional, cursó sus estudios superiores en la Universidad de Chile titulándose de Ingeniero Civil en 1902, fue ministro de Obras Públicas el año 1931, director general de Obras Públicas el año 1939. En la Región de La Araucanía, hay una ciudad y comuna lleva su nombre en la región de La Araucanía (Teodoro Schmidt).
Fue decano de la Facultad de Ciencias Físicas y Matemáticas en la Universidad de Chile; Vicerrector de la Universidad de Chile; socio fundador del Instituto de Ingenieros de Chile; c. 1911
Se casó con doña Vitalia Henríquez Astaburuaga, con quien tuvo once hijos: 
1. Alfonso (+) (Casado con Rosa Cobo Gormaz (+)), cinco hijos: Margarita Rosa, Maria Trinidad (+), Alfonso, Bernardo y Marta.
2. Sergio (+) (Casado con Elvira San Román Madge (+)), seis hijos: Sergio, Pablo, María Elvira, Ana Luisa, Susana y José Antonio (+).
3. Gabriela (+) (Casada con Mario Cortés Sepúlveda (+)), ocho hijos: Gabriela, Mario, Rafael, Juan Enrique, Ana María, Soledad, Cecilia (+) y Pablo (+).
4. Marta (+) (Casada con Nicolás García Izquierdo (+)), sin descendencia.
5. Teodoro (+) (Casado con Mariana Astaburuaga Grez), tres hijos: Mariana, Teodoro y Alejandro.
6. Fernando (+) (Casado con Amelia Ariztía Ruiz), cinco hijos: Fernando, Francisco, Hernán, Tomás y Cristóbal.
7. Ximena (+) (Casada con Wenceslao Cruz Gatica (+)), once hijos: Ximena, Verónica, Isabel Margarita, Wenceslao, Juan Eduardo, Marcela, María Cecilia, Bernardita, Catalina, Paula y Gloria.
8. Roberto (+) (Casado con Lucy Stewart León (+)), nueve hijos: Virginia, Adolfo, María Teresa, Lucía, María José, Patricia, Marcela, Roberto y Karen.
9. Rebeca (Casada con Alfredo Icaza Silva (+)), siete hijos: Sebastián (+), José Nicolás, María Rosario, María Carolina, María Rebeca, Luis Felipe y Moisés Gerardo.
10. Luis (+) (Casado con Graciela Jarpa Cortés), nueve hijos: Luis Ignacio, Gonzalo, Francisco, Vicente, Teresita, Carolina, Federico, Matías y Catalina.
11. Vitalia (+) (Casada con Alfonso Donoso Flores (+)), diez hijos: Vitalia, María Luisa, Ernesto, Rosa María, Sofía, Alfonso, José, Manuel, Camilo y Laura.

Entre hijos, nietos, bisnietos y tataranietos, la familia de Teodoro Schmidt Quezada cuenta con más de quinientas personas. 
- Datos: Q6141794